# Y (Frankrijk)
Y (IPA: [i]) is een dorp en gemeente in Somme (Hauts-de-France, Frankrijk). De gemeente heeft 93 inwoners (2015), is 2,73 km² groot en is samen met Å in Noorwegen en Å in Zweden de kortste plaatsnaam van Europa. Wereldwijd zijn er nog een paar eenletterige plaatsnamen zoals U in Panama en U in Micronesia. In Alaska is er nog een plaats die Y heet.
De postcode van Y is 80 190, de INSEE-code is 80 829 en de inwoners noemen zichzelf Ypsilonien(ne)s.

## Stedenband
- Llanfairpwllgwyngyllgogerychwyrndrobwllllantysiliogogogoch (Verenigd Koninkrijk)[bron?]

## Zie ook

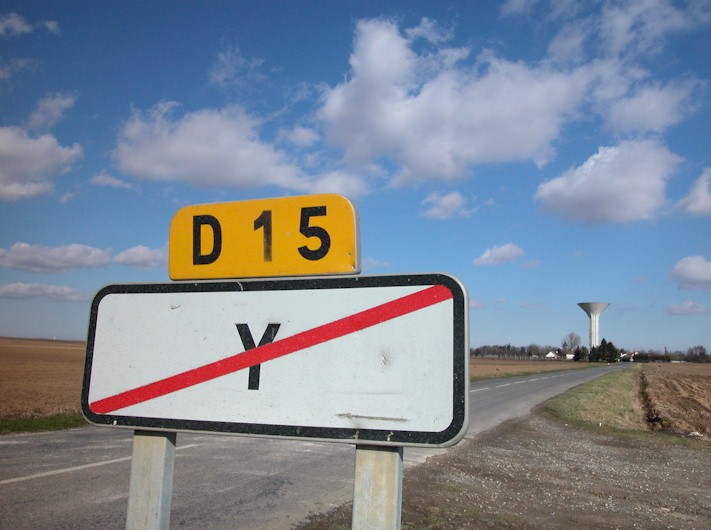
Kombord van Y